# Henri De Bruyne (militair)

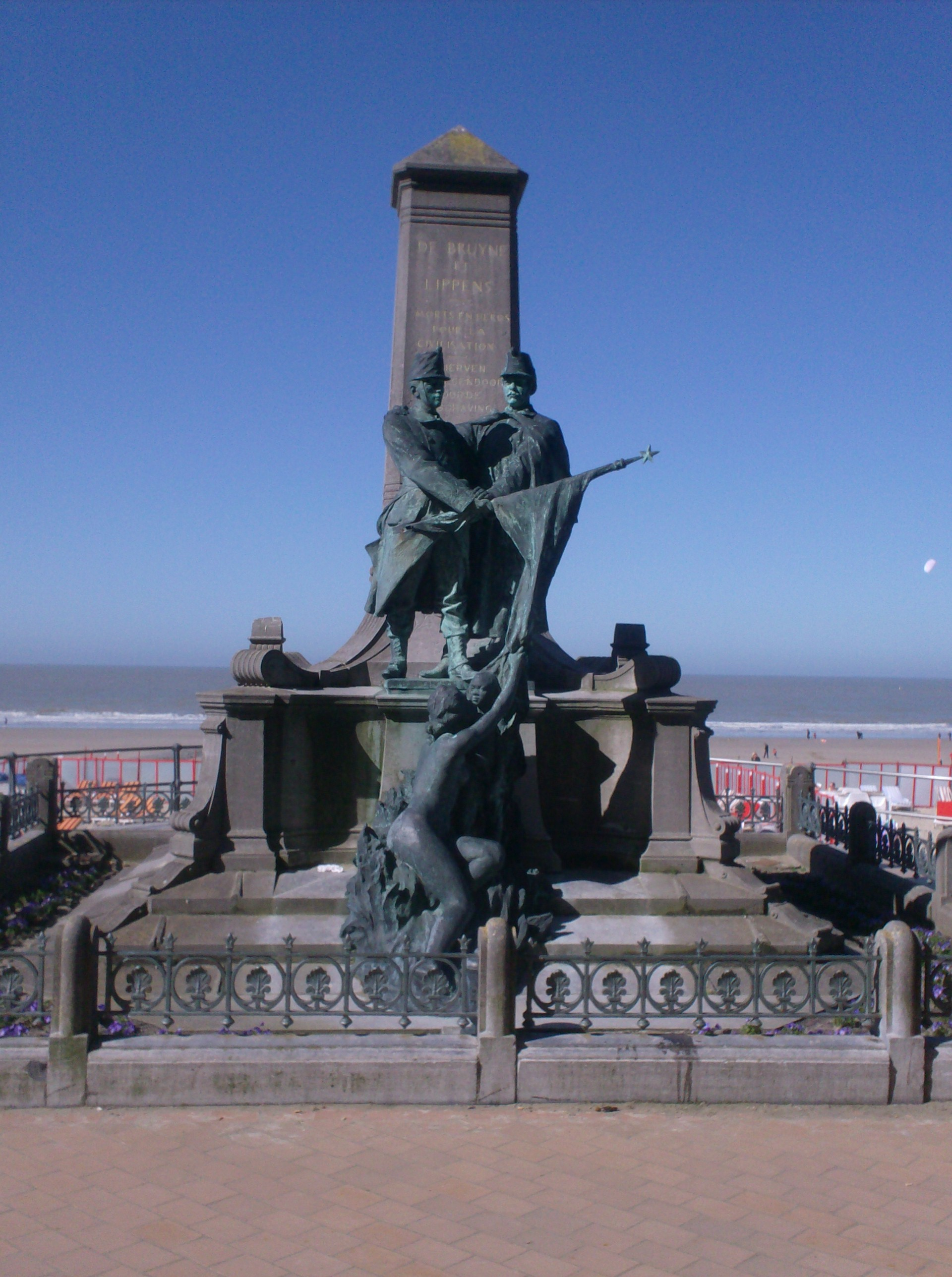
Monument voor Lippens en De Bruyne op de Zeedijk in Blankenberge.

Henri Auguste De Bruyne (Blankenberge, 2 februari 1868 - Kasongo, 1 december 1892) was een Belgisch sergeant die rond 1890 vertrok naar de Congolese plaats Kasongo. Onder leiding van Leopold II nam hij deel aan staatsmisdrijven tijdens de kolonisatie van de Onafhankelijke Congostaat. Als onderdeel van de Belgische koloniale propaganda, is er in het jaar 1900 voor hem en zijn officier in Blankenberge een monument opgericht, ontworpen door de Brusselse beeldhouwer Guillaume Charlier. Naast het monument zijn er ook straten naar hem vernoemd in Blankenberge, Anderlecht en Borgerhout.
Op 16 oktober 1886 ging De Bruyne in het leger. Koning Leopold II was in die tijd bezig om beslag te leggen op de Onafhankelijke Congostaat. Gedurende lange tijd werd de koloniale geschiedenis geschreven en onderwezen op basis van koloniale geschriften, vanuit het standpunt van de kolonisator. Deze geschiedenis vertelt dat er in 1892 een expeditieleger werd uitgezonden om de handel in zwarte slaven te niet te doen. Sergeant De Bruyne was op dit moment de adjudant van luitenant Joseph Lippens.
Tijdens deze veldtocht werden beiden gevangengenomen door Sefoe, de zoon van de Arabische sultan en voormalige gouverneur van Oost-Congo Tippo Tip, die het bevel voerde over de opstandige legers in Congo. Toen De Bruyne de Lomanirivier moest overzwemmen op bevel van Sefoe, weigerde hij die opdracht en dat werd zijn dood. Hij stierf op 1 december 1892 te Kasongo.